# Fabiano Lima Rodrigues
Fabiano Lima Rodrigues (Osasco (Brasil), 27 de junio de 1979), conocido como Fabiano, es un futbolista brasileño. Juega de lateral izquierdo y su actual equipo es el Guarani Futebol Clube de la segunda división de España, donde juega cedido por el club que tiene sus derechos, el Genoa.

## Trayectoria
Inició su carrera en el Nacional de São Paulo, en 1997. En 1999 ficha por el potente Atlético Paranaense donde su buen hacer le lleva en el 2003 al São Paulo y ese mismo año da el salto a Europa. En el mercado de invierno de la 2003/04, se va a Italia, al Perugia, un año más tarde prueba suerte en la liga turca, en las filas de Fenerbache. No tiene mucha suerte y al acabar la temporada vuelve de nuevo en Brasil, al Palmeiras. Pero dura poco allí, en cuanto se abre el mercado de invierno vuelve a Europa, al Arezzo de la Serie B italiana, y al año siguientes se va al Genoa, ya de la Serie A. En el verano de 2008 es cedido en principio a la Serie B italiana, hace la pretemporada con el equipo, pero finalmente es descartado y acepta la propuesta de irse cedido al Celta de Vigo de la segunda división española.

## Clubes
| Año       | Club                   | División  | País    | Partidos | Goles |
| --------- | ---------------------- | --------- | ------- | -------- | ----- |
| 1997      | Nacional de São Paulo  |           | Brasil  |          |       |
| 1998      | Nacional de São Paulo  |           | Brasil  |          |       |
| 1999      | Nacional de São Paulo  |           | Brasil  |          |       |
| 1999      | Atlético Paranaense    | Primera   | Brasil  |          |       |
| 2000      | Atlético Paranaense    | Primera   | Brasil  | 23       | 0     |
| 2001      | Atlético Paranaense    | Primera   | Brasil  | 19       | 1     |
| 2002      | Atlético Paranaense    | Primera   | Brasil  | 21       | 5     |
| 2003-2004 | São Paulo              | Primera   | Brasil  | 33       | 1     |
| 2003-2004 | Perugia                | Serie A   | Italia  | 12       | 0     |
| 2004-2005 | Fenerbache             | Superliga | Turquía | 5        | 0     |
| 2005-2006 | Palmeiras              | Primera   | Brasil  | 18       | 0     |
| 2005-2006 | Arezzo                 | Serie B   | Italia  | 6        | 1     |
| 2006-2007 | Genoa                  | Serie B   | Italia  | 32       | 0     |
| 2007-2008 | Genoa                  | Serie A   | Italia  | 22       | 0     |
| 2008-2009 | Celta de Vigo (Cedido) | Segunda   | España  | 1        | 0     |
| 2009-2010 | Guarani Futebol Clube  | Primera   | Brasil  |          |       |

- Datos: Q2258656